# Dornier Do P
Le Dornier Do P était un avion de transport quadrimoteur (unique prototype) allemand transformé en Bombardier.

## Histoire
Commandé en 1929 par le Ministère des Transports du Reich, le Do P était censé être un avion de transport de fret de nuit mais il a été transformé en bombardier en violation du Traité de Versailles. Son assemblage a été réalisé par une filiale suisse de Dornier, contournant l'interdiction imposée par le traité. 